# 俞镇臣
俞镇臣（？－1927年，一说1924年），中华民国大陆时期政治人物，蒋中正亲信。又名忠郊、作屏，浙江奉化人。

## 生平
出自浙江省宁波府奉化县（今宁波市奉化区）地方望族南门俞氏，世居奉化城南。祖父俞柏江，自宁海县龙宫马岙迁居奉化。是“智房”分支俞贤之子。娶结拜兄弟胡朝阳之女为妻，有子俞国华，中华民国台湾时期金融巨擘。
1903年，蒋中正入读奉化县城之凤麓学堂（今奉化中学），接受新式教育。俞镇臣与蒋为同窗好友。蒋因家在奉化溪口，与奉化县城较远，就经常到俞家做客留宿，颇受俞家照应。加之来自奉化江口前湖村的同学胡朝阳，蒋、俞、胡三人模仿《三国演义》中刘备、关羽、张飞桃园结义而义结金兰，成为结拜兄弟。俞曾支持蒋闹学潮。而俞后来又娶胡的妹妹为续弦，更是亲上加亲，成了郎舅关系。
俞自凤麓学堂毕业后，就赴日本留学，在日本学习军事、政治。当时有同乡周淡游在日本警监学校就读，已是闻名的革命党人。结交周后，经周介绍举荐，在日本东京加入同盟会，从事反清革命运动。
1925年，孙中山在广州命蒋中正担任任东征军总指挥，讨伐陈炯明叛军。蒋急招俞前往东征军总司令部，担任任总司令部秘书。不久后委俞以海山场主任之职。旋即提升为广东淡水县县长（一说揭阳县县长）。
在县长任上，当地居民因事起冲突，分作两派展开械斗。俞作为地方首长，前去调解，不幸被飞来石块击中毙命。俞因公过世后，蒋中正哀叹惋惜不已，将俞的子女作为己出，非常关照宠爱，尤爱俞国华，倾力栽培。

## 家庭
俞镇臣前妻周氏，续娶胡氏，为同学兼战友胡朝阳女儿。身后留有子女共七人，多有所成。其中以俞国华声名最为卓著，是台湾经济腾飞的主要推手之一，奠定台湾现代金融基础。
- 长子 俞国成（前妻周氏所出）
- 长女 俞秉坤
- 次子 俞国华
- 次女 俞秀坤：宁波台联会名誉会长、十届宁波市政协常委
- 三女 俞志坤：1949年前曾在上海中央信托局工作，后在宁波苍水卫生院当会计。曾任第五、六、七届浙江省政协委员，第七、八、九、十届宁波市政协委员，第八、九、十届市政协常委，宁波市台胞台属联谊会名誉会长。[7]
- 三子 俞国斌：台湾驻美外交官
- 幼女 名不详。据称出生十八日后即送给奉化城南张姓人家作养女，早夭[2]。